# Хомутов, Павел Фёдорович
Павел Фёдорович Хомутов (1856—1919) — российский государственный  деятель, действительный статский советник. Казанский и  Вятский губернатор.

## Биография
Из дворянского рода Хомутовых.
В службе с 1873 года, в  офицерских чинах с 1875 года после окончания Нижегородского кадетского корпуса. С 1877 года участник  Русско-турецкой войны в качестве  младшего офицера 3-го батальона 3-й Гренадерской Артиллерийской бригады. 28 ноября 1877 года в  составе Гренадерского корпуса принимал участие в сражении под Плевной.. С 1880 года в отставке и на гражданской службе.
С 1892 по 1900 годы  председатель Кинешемской земской уездной управы и Кинешемский уездный предводитель дворянства Костромской губернии.
С 1900 года статский советник — Енисейский вице-губернатор. С 1901 года действительный статский советник —  Вятский губернатор. С 1904 года  назначен Казанским губернатором.